# Helmut Cämmerer
Helmut Martin Robert Cämmerer (* 5. Mai 1911 in Hamburg; † 4. Oktober 1997 in Buchholz in der Nordheide) war ein deutscher Kanute, der 1936 eine olympische Silbermedaille gewann.
Helmut Cämmerer gewann 1933 bei den Deutschen Meisterschaften mit dem Einer-Kajak über 1000 Meter. Bei den Europameisterschaften in Prag im gleichen Jahr gewann er die Goldmedaille vor dem Schweden Nils Wallin. 1934 belegte Cämmerer bei den Europameisterschaften in Kopenhagen im Zweier-Kajak zusammen mit einem Kanuten namens Stange den zweiten Platz hinter den beiden Deutschen Ewald Tilker und Fritz Bondroit.
1936 gewann Cämmerer zum zweiten Mal den Deutschen Meistertitel im Einer-Kajak. Bei den Olympischen Spielen 1936 in Berlin belegte er den zweiten Platz mit 2,7 Sekunden Rückstand auf den Österreicher Gregor Hradetzky. 1938 fanden im schwedischen Växholm die ersten Kanu-Weltmeisterschaften statt; dort siegte der Schwede Karl Widmark vor Cämmerer und Hradetzky.